# Fläckkantarell
Fläckkantarell (Cantharellula umbonata) är en svampart som först beskrevs av Johann Friedrich Gmelin, och fick sitt nu gällande namn av Rolf Singer 1936. Enligt Catalogue of Life ingår Fläckkantarell i släktet Cantharellula,  och familjen Tricholomataceae, men enligt Dyntaxa är tillhörigheten istället släktet Cantharellula,  och familjen trådklubbor. Arten är reproducerande i Sverige. Inga underarter finns listade i Catalogue of Life.

## Källor

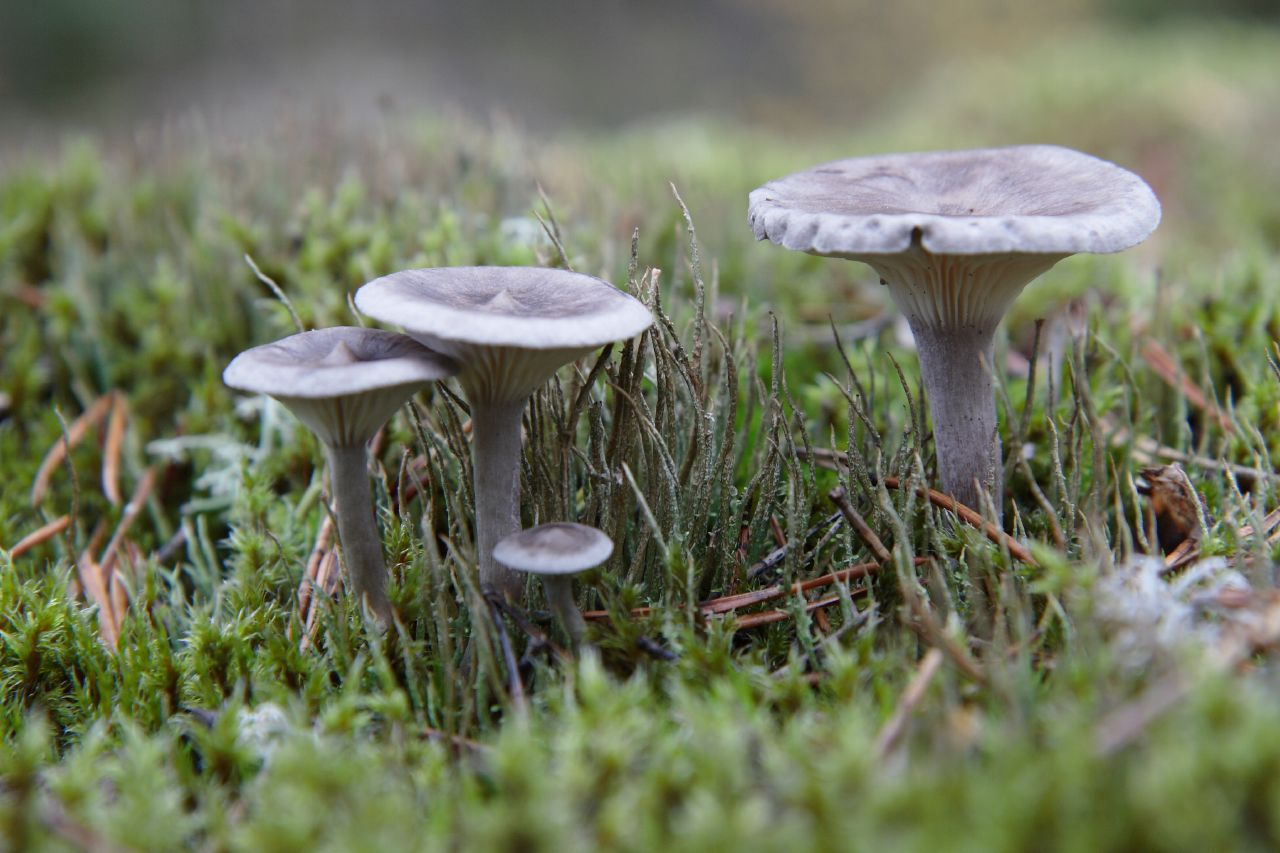
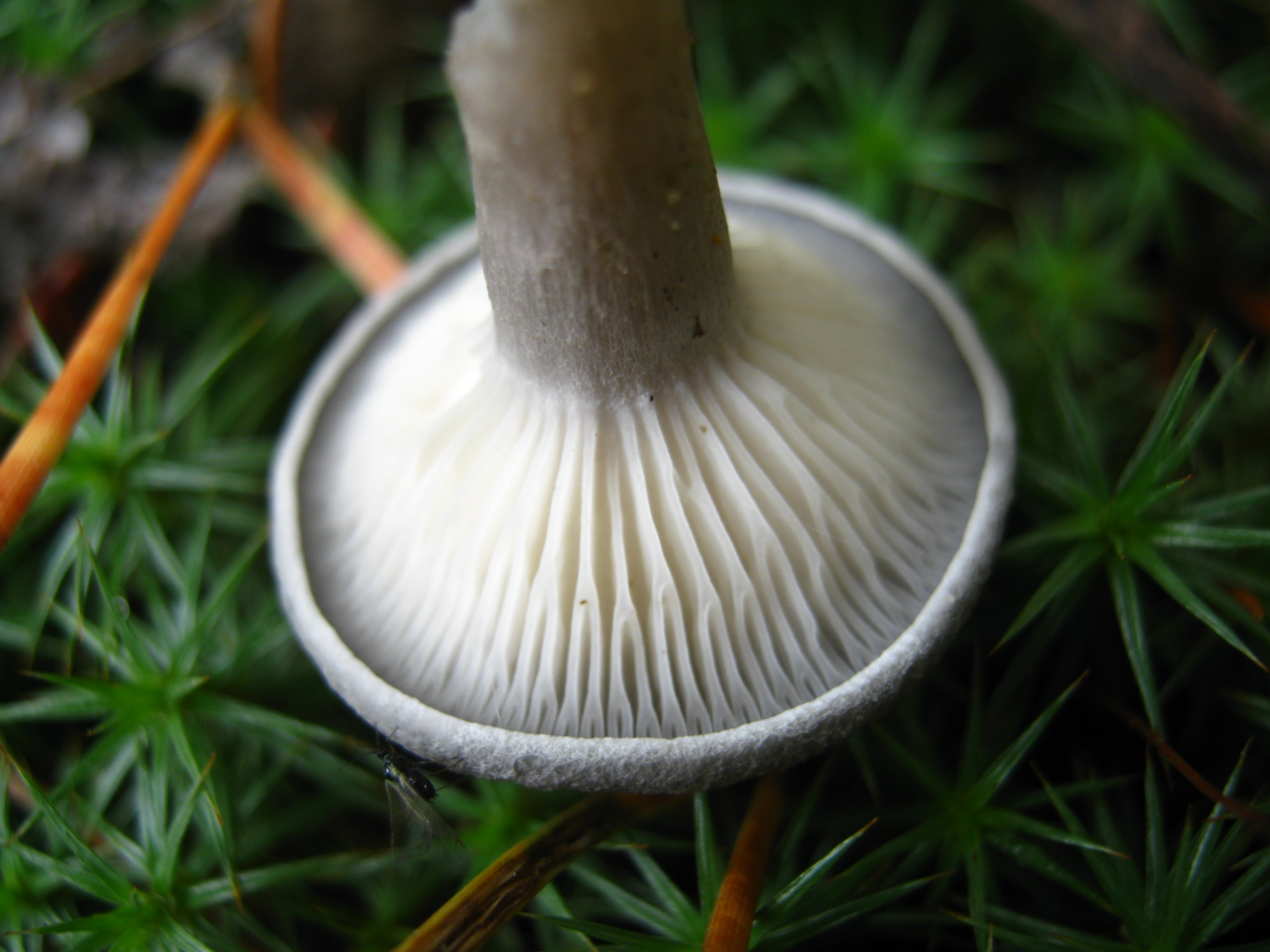
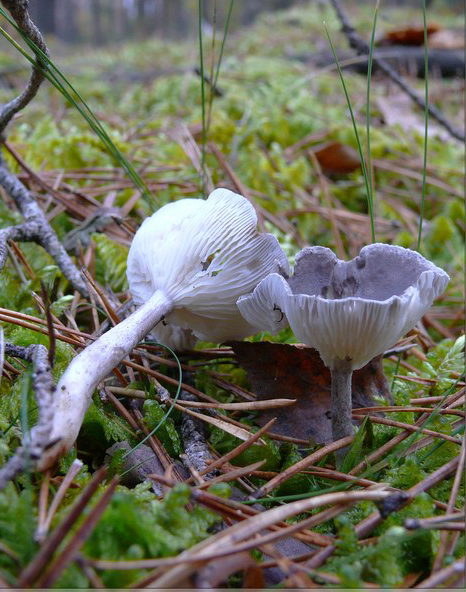